# 拉齐 (匈牙利)
拉齐，是匈牙利杰尔-莫雄-肖普朗州所辖的一个村。总面积16.79平方公里，总人口572，人口密度34.1人/平方公里（2011年1月1日）。